# Emirat von Tarent
Das häufig fälschlicherweise als Emirat von Tarent bezeichnete, bisher nicht einheitlich bezeichnete Staatsgebilde im süditalienischen Apulien, war ein von 839/840 bis 880 mit Unterbrechungen bestehendes, von muslimischen aber nicht-arabischen Einheiten, sondern von Berbern erobertes Machtgebilde im Umkreis der Stadt Tarent. Als Emirat erhielt es wohl, im Gegensatz zu Bari, niemals Anerkennung. Dennoch erscheint das Staatswesen vielfach unter dieser Bezeichnung.
Mindestens drei Flotten Venedigs wurden in den ersten Jahren besiegt – eine Reihe von Kaperfahrten führte bis in die nördlichste Adria – bis die Stadt an die Langobarden von Benevent kam. Zwar wurde Tarent 851/852 erneut von Sarazenen erobert, doch war nunmehr wohl Bari die expansivere der Sarazenenmetropolen in Apulien. Während Bari 871 von einer Armee unter Führung des fränkischen Kaisers erobert wurde, gelang dies im Falle Tarents erst 880 einem byzantinischen Feldherrn.

## Erste sarazenische Phase (ab 839/840)
Die zeitliche Einordnung und die Akteure der ersten Eroberung Tarents durch muslimische Einheiten ist von Widersprüchen gekennzeichnet. Nach Konstantin Porphyrogenitus soll an der 15 Monate dauernden Belagerung von Ragusa durch die Aghlabiden neben Sawdan und Kalfūn von Bari auch Saba von Tarent teilgenommen haben. Zeitlich ordnet Konstantin die Belagerung in die 860er Jahre ein, doch wurden Tarent (und Bari) bereits mehr als zwei Jahrzehnte zuvor erobert, so dass hier kein Zusammenhang bestanden haben kann. Möglicherweise handelt es sich aber um zwei Belagerungen Ragusas, die der Chronist nicht auseinanderhält. Vielleicht rückte aber auch die erneute Eroberung Tarents um 851/52 durch Sarazenen in den Blick des Verfassers.
Anscheinend verbanden sich die gleichfalls seit etwa 840 Tarent beherrschenden und dort bis etwa 880 verbleibenden muslimischen Eroberer nicht mit denen von Bari. Unter den drei Emiren von Bari kam es zu Raubzügen nach Capua (841), Neapel (856) und anderen Städten, die Abtei Montecassino wurde gezwungen, Tribut zu zahlen. Hingegen trat Tarent eher als überraschend schlagkräftige Seemacht auf.

### Siege über Venezianer, Raubzüge bis nach Istrien und Ancona (841/842)
Die dortigen Sarazenen übten in der Adria einen so starken Druck aus, dass der byzantinische Kaiser bereits kurz nach der Eroberung der Stadt ein Bündnis mit Venedig zu organisieren suchte. Dazu entsandte er 840 den Patricius Theodosius mit dem Ersuchen um eine Flottenexpedition gegen Tarent zum Dogen Petrus. Gern („libenter“) nahm der Doge den Titel eines Spatharius  an und entsandte, nach dem Chronisten Johannes Diaconus, eine Flotte von 60 Schiffen („sexaginta bellicosas naves“) in die südliche Adria. Doch im Ionischen Meer gelang es den Tarentinern, diese Flotte vollständig zu zerschlagen. Fast alle Venezianer wurden getötet oder gefangen genommen. Im Gegenzug segelten die Sieger in die nördliche Adria und griffen Istrien an. Am 30. März brannten sie Ossero nieder, dann attackierten sie Ancona, das sie in Brand setzten. Sie führten viele Gefangene mit, um dann Adria an der Mündung des Po anzugreifen, ohne jedoch größeren Schaden anrichten zu können. Im Kanal von Otranto brachten sie eine weitere venezianische Flotte auf, die auf dem Rückweg nach Venedig war.
Auch 842 segelten die Sarazenen nordwärts und besiegten bei Sansego abermals eine Flotte Venedigs. 843 gelang es den seit 827 auf Sizilien operierenden Aghlabiden, den wichtigen Hafen Messina zu erobern. Dies geschah, im Gegensatz zu einer langen Reihe von Kaperfahrten im westlichen Mittelmeer, die 798 erstmals in den Reichsannalen erscheinen, als Sarazenen Mallorca angriffen, mit dem Ziel einer dauerhaften Eroberung. Schon 835 findet sich ein erster Hinweis auf angeworbene muslimische Söldner in Süditalien. Vermutlich solche Einheiten hatten 838 im Auftrag Neapels Brindisi in Brand gesetzt.

### Muslimische Söldner, Plünderzüge, Eroberung durch Langobarden
Tarent zog offenbar Sarazenen aus verschiedenen Regionen an, wie etwa von Kreta, das zu dieser Zeit gleichfalls islamischen Invasoren unterstand, so dass in Tarent geradezu ein Pool von Söldnern entstand. Aus diesem bedienten sich die streitenden langobardischen Parteien in Benevent, allen voran Radelchis, wie das Chronicon Salernitanum berichtet (Kap. 81, S. 80). Dabei spielte ein „Massari“ eine wesentliche Führungsrolle, wie die lateinischen Quellen berichten.
Zwischen Bari und Tarent bestanden offenbar gewisse diplomatische Beziehungen. Nach dem Itinerarium Bernardi, dem Bericht fränkischer Mönche, die als Pilger ins Heilige Land reisen wollten, stellte ihnen der Emir der „civitas Saracenorum“, gemeint ist die von Bari, einen Geleitbrief aus. Von den Geleitbriefen versprachen sie sich Schutz in Ägypten, wohin sie von Tarent aus aufbrachen. Auch dies ein Hinweis darauf, dass Tarent der bedeutendere Kriegshafen war.
Offenbar gelang es Siconolfo von Salerno, der sich wie alle Prätendenten im Streit um die langobardischen Gebiete Süditaliens, sarazenischer Söldner bediente, Tarent für einige Jahre sein Territorium einzugliedern. Jedenfalls berichtet Ibn al-Athir, dass es einer Flotte gelungen sei, die Stadt für die Sarazenen erneut zu erobern, während Bari noch von Radelchis kontrolliert wurde, der als Gastalden einen Pandone installiert hatte.
Nachdem Sarazenen 846 auch Ostia angegriffen hatten, sah sich Kaiser Lothar veranlasst einzugreifen, Rom durch eine neue Stadtmauer westlich des Tiber zu schützen, und noch im selben Jahr seinen Sohn Ludwig an der Spitze einer Armee in das Langobardengebiet zu entsenden. Dort, in der Hauptstadt Benevent, hatten sich Sarazenen festgesetzt. Sie plünderten Städte und Klöster oder zwangen sie zu Tributleistungen.

## Zweite sarazenische Phase (ab 851/52–880)

### Eroberung Tarents durch Sarazenen (851/852), Eroberung Baris unter Führung Kaiser Ludwigs II. (865–871)
Offenbar gelang es Sarazenen 851/52 erneut, Tarent von den Langobarden zurückzuerobern. Doch spielte nun Bari die bedeutendere Rolle. 865 forderte Ludwig die Männer Norditaliens auf, sich im Frühjahr 866 in Lucera zu versammeln, um Bari anzugreifen. Sowohl Erchempert als auch Lupus Protospatharius berichten über die Kämpfe um Matera. Die Eroberungen dürften die Kommunikation mit Tarent zumindest erschwert haben. Ludwig trat wohl 868 mit dem oströmischen Kaiser Basileios I. in Verhandlungen um eine dynastische Ehe ein, doch das Bündnis kam nicht zustande. Als Bari seine Plünderzüge 870 wieder aufnahm, reagierte Ludwig mit einem Gegenfeldzug durch Apulien und Kalabrien, allerdings ohne die städtischen Zentren Bari und Tarent anzugreifen. Durch seine Erfolge ermutigt griff er schließlich mit Unterstützung fränkischer und langobardischer Einheiten sowie einer slawischen Flotte Bari an. Im Februar 871 fiel die Zitadelle.
Tarent war für ein knappes Jahrzehnt die letzte Bastion der Sarazenen. Tribute, vor allem aber Erträge aus dem Sklavenhandel, waren der lokalen Ökonomie Tarents zugutegekommen, ebenso wie der Handel mit Wein und Töpferwaren. Der fränkische Mönch und Pilger Bernardus berichtet vom Handel mit christlichen Sklaven, die vom Hafen verschifft wurden.

### Eroberung Tarents, Versklavung der Berber (880)
Doch Byzanz ging zunehmend in die Offensive, um die süditalienischen Gebiete zurückzuerobern. 880 eroberte der Feldherr Leon Apostyppes die Stadt für Konstantinopel. Zu dieser Zeit herrschte ein Uthman in der Stadt. Die berberische Bevölkerung wurde versklavt.